# Zentrum der Islamischen Kultur Frankfurt
Das Zentrum der Islamischen Kultur Frankfurt (ZIK) war Herausgeber einiger schiitisch-muslimischer Publikationen und Träger der schiitisch-muslimischen Imam-Ali-Zentralmoschee in Frankfurt-Rödelheim. Das ZIK wurde von Mahmood Khalilzadeh, dem ehemaligen Vorsitzenden der Islamische Gemeinschaft der schiitischen Gemeinden Deutschlands, geleitet. Als Ziel hatte sich das ZIK die Wahrung der Denkweisen des schiitischen Islams sowie die Erhaltung der schiitisch-muslimischen Identität gesetzt.
Es wurde seit Jahren vom hessischen Landesamt für Verfassungsschutz (LfV) als islamistische Bestrebung überwacht und handelte laut Verfassungsschutzbericht 2022 „im Sinne der iranischen Staatsdoktrin.“
Nach mehreren Razzien wurde das Zentrum am 24. Juli 2024 durch das Bundesinnenministerium verboten. Es war als ein „nachgeordnetes Zentrum“ laut Bekanntmachung des Vereinsverbots „weisungsgebunden sowie personell und finanziell abhängig vom Islamischen Zentrum Hamburg.“ Dieses wurde zeitgleich verboten  nachdem es seit 1993 unter Beobachtung des Hamburger Verfassungsschutzes stand und 2017 von diesem als „Instrument der iranischen Staatsführung“ eingeschätzt wurde.
Die Verbindung zum IZH lässt sich auch daraus ablesen, dass das Frankfurter Grundstück des ZIK 2012 vom IZH erworben wurde und sich bis zur Schließung in dessen Eigentum befand. Wie vom Bundesministerium des Innern und für Heimat bekanntgegeben, wurde das Vermögen der Vereine sowie die Grundstücke beschlagnahmt und eingezogen.
Dem Bundesinnenministerium zufolge propagiere das IZH „als direkte Vertretung des Mullah-Regimes im Iran eine islamistische, totalitäre Ideologie, vertrete ein autoritär-theokratisches Herrschaftsmodell und einen aggressiven Antisemitismus. Das IZH richte sich gegen die verfassungsmäßige Ordnung in Deutschland und den Gedanken der Völkerverständigung, außerdem unterstütze es die in Deutschland verbotene schiitische Terrorgruppe Hisbollah.“
Auch die ebenfalls aus dem Iran stammende Frankfurter Bürgermeisterin Nargess Eskandari-Grünberg hatte sich lange für eine Schließung eingesetzt.

## Geschichte
Das ZIK ging aus der Gemeinde „Islamischen Zentrum Imam Ali (As)“ hervor, die in den 1990er Jahren von überwiegend iranischstämmigen Muslimen gegründet wurde. Diese Gemeinschaft besaß ein Gebetshaus in Frankfurt-Hausen und Mahmood Khalilzadeh wurde 2009 deren Leiter. Weil die Zahl der Mitglieder verschiedener Nationalitäten weiter stieg, wurde im Jahr 2010 der Verein „Zentrum der islamischen Kultur Frankfurt e.V.“ gegründet und dieser wurde am 24. Juli 2024 verboten.

## Gebäude
Das ehemalige Gebäude der Zehnder Pumpen wurde vom ZIK 2013 erworben. Das ca. 2000 m2 große Grundstück befindet sich in der Eschborner Landstraße in Frankfurt-Rödelheim und ist von Bürogebäuden und einem allgemeinen Wohngebiet umgeben. Das Gebäudekomplex beinhaltet die Imam-Ali-Zentralmoschee, vier Seminarräume, mehrere Aufenthaltsräume, mehrere Büros und eine Bibliothek mit über 3500 Büchern. Die Imam-Ali-Zentralmoschee mit einer Fläche von 450 m2 war ab dem Jahr 2015 bis zum Verbot durch das Bundesinnenministerium im Juni 2024 eine Moschee.

## Tätigkeiten
Die Gemeinde hatte über 250 Mitglieder verschiedener Muttersprache aus mehreren Kulturkreisen. Es fand wöchentlich das Freitagsgebet statt, wobei die Predigt sowohl auf Deutsch als auch auf Persisch und Arabisch gehalten wurde. Das ZIK hatte ihren Besuchern neben persönlicher Beratung und Unterricht unter anderem Dienstleistungen, wie islamische Eheschließung, islamische Scheidung oder islamisches Begräbnis angeboten.
Zur Förderung des interreligiösen Dialogs engagierte sich das ZIK u. a. im Christlich-Islamischer Arbeitskreis (Hausen-Rödelheim) und im „Rat der Religionen Frankfurt“.

## Publikationen
Im hauseigenen Verlag „Verlag ZIK Frankfurt“ publizierte das ZIK insgesamt sieben Werke:
- Imam Ali – eine Biographie (dreibändig) von Sayyid Muhsin Amin
- Nach 50 Jahren – Eine neue Studie über den Aufstand von Imam Hussein (a.s) von Jafar Shahidi
- Recherchen über Imam Mahdi (a.s) von Muhammad Baqir as-Sadr
- Toleranzgedanke und religiöse Werte im Islam von Mahmood Khalilzadeh
- Die Weisheit des religiösen Weges und die Einheit der wahren Religion von Mahmood Khalilzadeh
- Ein Gedicht von Hafez – eine Interpretation von Mahmood Khalilzadeh
- Geschichten der Propheten aus dem Quran von Moslem Ghasemi